# KBF Premier League
La KBF Premier League, conosciuta anche come KBF National Basketball Classic League, è la massima lega di pallacanestro per club in Kenya. La lega è attualmente composta da dodici squadre. I campioni della KBF Premier League sono eleggibili per partecipare ai turni di qualificazione della Road to Basketball Africa League (BAL).
La lega è stata fondata nel 1987 ed è stata vinta da sette club diversi da allora. La squadra di maggior successo nella storia del campionato è il KPA, con nove titoli nazionali vinti. Nell'ultima stagione disputata, la 2023-2024, il KPA era la squadra campione in carica, ma è stata sconfitta in finale dalla testa di serie numero uno dei Nairobi City Thunder, che ha vinto il primo titolo della sua storia. I Thunder hanno concluso la stagione imbattuti, con un record complessivo di 30-0.

## Formato
La lega, nella stagione 2023-2024, ha preso il via nel mese di agosto con le prime partite della regular season, al termine delle 22 giornate le prime otto in classifica ottengono l'accesso per i play-off. I play-off, che sono iniziati a maggio, si articolano in tre turni. Nel primo turno, le squadre si affrontano in una serie al meglio delle 3 partite, mentre nelle semifinali e nella finale per il titolo le squadre giocano una serie al meglio delle 5 partite per determinare la vincitrice.
Al termine di ogni stagione le prime 2 squadre della Division 1 vengono solitamente promosse nella Premier League, mentre le ultime 2 squadre in classifica, al termine della stagione regolare della Premier, retrocedono in Division 1.

## Squadre partecipanti
Di seguito l'elenco delle 12 squadre che hanno partecipato all'edizione 2023-2024 della lega
| Squadre                     | Città   |
| --------------------------- | ------- |
| A.N.U. Wolfpacks            | Nairobi |
| ABSA Bank BC                | Nairobi |
| Eldonets                    | Eldoret |
| Equity Dumas                | Nairobi |
| KPA                         | Mombasa |
| Kenyatta University Pirates | Nairobi |
| Nairobi City Thunder        | Nairobi |
| Strathmore Blades           | Nairobi |
| Ulinzi Warriors             | Nairobi |
| Umoja                       | Nairobi |
| USIU Tigers                 | Nairobi |
| Nairobi Terrorists          | Nairobi |

## Albo d'oro
| Stagione | Campione             | Finalista            | Risultato | Note. |
| -------- | -------------------- | -------------------- | --------- | ----- |
| 1987     | KPA                  | sconosciuto          |           |       |
| 1988     | Barclays Eagles      | sconosciuto          |           |       |
| 1989     | Posta (Kenya)        | sconosciuto          |           |       |
| 1990     | KPA (2)              | sconosciuto          |           |       |
| 1991     | KPA (3)              | sconosciuto          |           |       |
| 1992     | Posta (Kenya) (2)    | sconosciuto          |           |       |
| 1993     | Posta (Kenya) (3)    | sconosciuto          |           |       |
| 1994     | Co-op Bank           | sconosciuto          |           |       |
| 1995     | Co-op Bank (2)       | sconosciuto          |           |       |
| 1996     | Co-op Bank (3)       | sconosciuto          |           |       |
| 1997     | Co-op Bank (4)       | sconosciuto          |           |       |
| 1999     | Ulinzi Warriors      | NSSF Stars           |           |       |
| 2000     | NSSF Stars           | sconosciuto          |           |       |
| 2001     | KCB Lions            | sconosciuto          |           |       |
| 2002     | Ulinzi Warriors (2)  | sconosciuto          |           |       |
| 2003     | Ulinzi Warriors (3)  | sconosciuto          |           |       |
| 2004     | Ulinzi Warriors (4)  | sconosciuto          |           |       |
| 2005     | Ulinzi Warriors (5)  | sconosciuto          |           |       |
| 2006     | Ulinzi Warriors (6)  | sconosciuto          |           |       |
| 2007     | KCB Lions (2)        | sconosciuto          |           |       |
| 2008     | KCB Lions (3)        | sconosciuto          |           |       |
| 2009     | KCB Lions (4)        | KPA                  | 2–0       |       |
| 2010     | Co-op Bank (4)       | KCB Lions            |           |       |
| 2011     | Co-op Bank (5)       | KCB Lions            |           |       |
| 2012     | Co-op Bank (6)       | USIU Tigers          | 3–0       |       |
| 2014     | KPA (4)              | Ulinzi Warriors      | 3–1       |       |
| 2015     | Ulinzi Warriors (7)  | USIU Tigers          | 3–0       |       |
| 2016     | KPA (5)              | Co-op Bank           | 3–1       |       |
| 2017     | KPA (6)              | Strathmore Blades    | 3–0       |       |
| 2018     | KPA (7)              | Ulinzi Warriors      | 3–0       |       |
| 2019     | Ulinzi Warriors (8)  | Nairobi City Thunder | 3–1       |       |
| 2021–22  | KPA (8)              | Ulinzi Warriors      | 3–2       | [ 7 ] |
| 2023     | KPA (9)              | Equity Dumas         | 3–1       | [ 8 ] |
| 2023–24  | Nairobi City Thunder | KPA                  | 3–0       | [ 2 ] |

## Titoli per squadra
| Squadra                          | Campioni | Finalista | Anni vittorie                                        | Anni finalista   |
| -------------------------------- | -------- | --------- | ---------------------------------------------------- | ---------------- |
| KPA                              | 9        | 2         | 1987, 1990, 1991, 2014, 2016, 2017, 2018, 2022, 2023 | 2009, 2024       |
| Ulinzi Warriors                  | 8        | 3         | 1999, 2002, 2003, 2004, 2005, 2006, 2015, 2019       | 2014, 2018, 2022 |
| Co-op Bank                       | 7        | 1         | 1994, 1995, 1996, 1997, 2010, 2011, 2012             | 2016             |
| KCB Lions                        | 4        | 2         | 2001, 2007, 2008, 2009                               | 2010, 2011       |
| Posta                            | 3        | -         | 1989, 1992, 1993                                     |                  |
| NSSF Stars/ Nairobi City Thunder | 2        | 2         | 2000, 2024                                           | 1999, 2019       |
| Barclays Eagles                  | 1        | -         | 1988                                                 |                  |
| USIU Tigers                      | -        | 2         |                                                      | 2012, 2015       |
| Strathmore Blades                | -        | 1         |                                                      | 2017             |
| Equity Dumas                     | -        | 1         |                                                      | 2023             |